# Philadelphia (wieś w stanie Nowy Jork)
Philadelphia – wieś w Stanach Zjednoczonych, w stanie Nowy Jork, w hrabstwie Jefferson.